# Fernando Miranda y Casellas
Fernando Miranda y Casellas (Valencia, 1842-Nueva York, 9 de mayo de 1925) fue un escultor e ilustrador español, instalado en Estados Unidos hacia los treinta años de edad.

## Biografía
Nacido en Valencia en 1842, comenzó sus estudios de arte en la Real Academia de Bellas Artes de San Carlos, siendo discípulo de los escultores Pascual Agulló y Just y Antonio Marzo Pardo. Posteriormente, se trasladó a Madrid para cursar los estudios superiores en la Real Academia de Nobles Artes de San Fernando, donde estuvo bajo la dirección de José Piquer.
En la Exposición de Bellas Artes celebrada en Madrid en 1858 recibió una mención honorífica por un busto en yeso del escultor valenciano Ignacio Vergara, cuya versión en bronce se colocó en una plaza de Valencia. En 1859 participó en la Exposición de Valencia con un modelo en madera de la fuente monumental dedicada a Juan de Juanes que fue proyectada por Ramón Jiménez. En 1860, en una exposición de trabajos de los discípulos de la Academia de San Carlos, modeló unos bajorrelieves tomados de los evangelios de Overbeck. En la Exposición Nacional de Madrid de 1860 presentó un retrato del príncipe de Asturias sentado sobre un león, con la que consiguió una mención especial en el apartado de escultura de tercera clase.
En 1867 se trasladó a París, donde fue discípulo del escultor Jean Baptiste Carpeaux y se dedicó a la ilustración gráfica.
Regresó a Madrid, donde en 1871 comenzó a colaborar con ilustraciones en la revista La Ilustración Española y Americana.  El 5 de enero Miranda y Casellas publicó en esta revista una imagen del asesinato de Prim. También documentó gráficamente la llegada a España de Amadeo de Saboya. Ese mismo año fue enviado como corresponsal a París para ilustrar el fin de la guerra franco-prusiana. Desde París, envió a la revista dibujos de la proclamación de Guillermo I como emperador de Alemania, otro de la entrevista sostenida en Versalles por Bismark y Jules Favre para la capitulación de París y de algunas estampas marciales captadas con motivo de la movilización de las tropas o de su retirada tras la firma del armisticio. También ilustró los sucesos de la Comuna de París. Como corresponsal, también realizó ilustraciones de la entrada triunfal de las tropas alemanas en Berlín el 16 de junio de 1871 y la inauguración de un túnel del Mont Cenis en Turín el 17 de septiembre de 1871. Ya en España, ilustró el incidente ocurrido entre cadetes y estudiantes en el Campo Grande de Valladolid el 8 de febrero de 1872.
En 1872, Miranda regresó a París, donde trabajó en el semanario L’Illustration. Journal Universel. En esta revista ilustrada, el artista español publicó un centenar de grabados entre la primavera del año 1872 y el otoño de 1873. Dado su origen español, el semanario le envió como corresponsal a cubrir la tercera guerra carlista. También continuó ilustrando acontecimientos europeos, como la llegada de Alejandro II a Berlín, la entrevista entre los tres emperadores, las maniobras militares prusianas o el Congreso Internacional de La Haya.
Continuó trabajando para La Ilustración Española y Americana en 1873.
En 1873 se trasladó a Nueva York. Comenzó a publicar en 1874 en la revista Harper’s Weekly. Journal of Civilization. Debutó en esta revista con la ilustración «La transfusión de sangre. Una operación en el Hospital de la Piedad de París» que era presentada en las páginas de la revista como «un reciente experimento». Allí publicó siete grabados, entre los cuales estaban dos dedicados a la tercera guerra carlista: la toma de los altos de Galdamés y la muerte del general Concha.
En 1875 pasó a publicar en el periódico ilustrado Frank Leslie’s Illustrated Newspaper. En este periódico, publicó cerca de un centenar de grabados entre 1875 y 1879, muchos de los cuales ocuparon la portada. Ilustró combates entre los nativos americanos y la caballería norteamericana e hizo también ilustraciones de las clases sociales humildes y las pudientes. También, trabajando para esta revista, cubrió los actos de la Exposición Universal de Filadelfia. El gobierno español incluyó al autor en la comisión nacional para esa muestra.
También trabajó para el periódico The Daily Graphic: An Illustrated Evening Newspaper.
En 1878 presentó su cuadro «The fair Detectives» en la muestra primaveral organizada por la National Academy of Design de Nueva York. La obra cosechó halagos y fue tasada en 1500 dólares.
En Estados Unidos tenía su estudio de arquitectura en la American Sculpture Society, de la cual terminó por ser designado presidente. La mayor parte de su obra escultórica consistió en obras de pequeño formato, usualmente de bronce, para colecciones privadas.
Miranda  realizó  los  cuatro  ángeles  que  decoran  el  último  piso  de  la  fachada del The American Tract Society Building, un edificio neorrenacentista donde tenía su sede una sociedad evangélica dedicada a la difusión de libros. Dichos ángeles fueron modelados en terracota entre 1895 y 1896.
Recibió el encargo del Gobierno de los Estados Unidos de ejecutar un nuevo diseño del dólar. Este consistió en Columbia sentada en un trono compuesto por los productos del país y, a sus pies, un yunque y un martillo.
Perteneció a la Spanish Benevolent Society, fundada en 1868.
También estuvo en la comisión para el homenaje a Cervantes establecida en 1875. La idea era situar un monumento a este escritor español en Central Park, donde ya estaban las estatuas de otros escritores extranjeros: William Shakespeare, Friedrich Schiller, Walter Scott o Alexander von Humboldt. Miranda viajó a España para documentarse bien antes de su realización. También aprovechó para presentar su boceto a profesores de la Academia de Bellas Artes de San Femando, que le dieron su aprobación. Publicó ilustraciones de su proyecto de monumento en La Llumanera de Nova York, cuyos editores formaban parte del comité organizador del homenaje a Cervantes, y también en el Frank Leslie’s Illustrated Newspaper y en La Ilustración Española y Americana. Su proyecto consistía en una estatua del escritor de cuerpo entero sobre un pedestal con relieves. Finalmente, ese proyecto no se llevó a cabo. Los promotores solamente consiguieron que se colocase un busto de Cervantes en Central Park, diseñado por Miranda, en 1892 pero, por razones desconocidas, fue retirado al concluir la Primera Guerra Mundial.
Miranda fue socio fundador del Círculo Colón-Cervantes, fundado en 1891. Esta institución le encargó un monumento a Cristóbal Colón, que pretendía ubicarse en la confluencia entre la Quinta Avenida y la calle 59 con motivo del IV Centenario del Descubrimiento de América. El monumento diseñado por Miranda consistía en una fuente con un grupo escultórico de Colón acompañado por los hermanos Pinzón. Finalmente, su proyecto no se llevó a cabo, pero sí que se pusieron dos monumentos a Colón en la ciudad: el de Columbus Circle en 1892 y el de Central Park en 1893, este último promovido por la Sociedad Genealógica y Biográfica de Nueva York. Miranda falleció en 1925 en los Estados Unidos.
No debe confundírsele con otro ilustrador, llamado Fernando Miranda, que realizó su actividad a mediados del siglo XIX.